# Allanah Starr

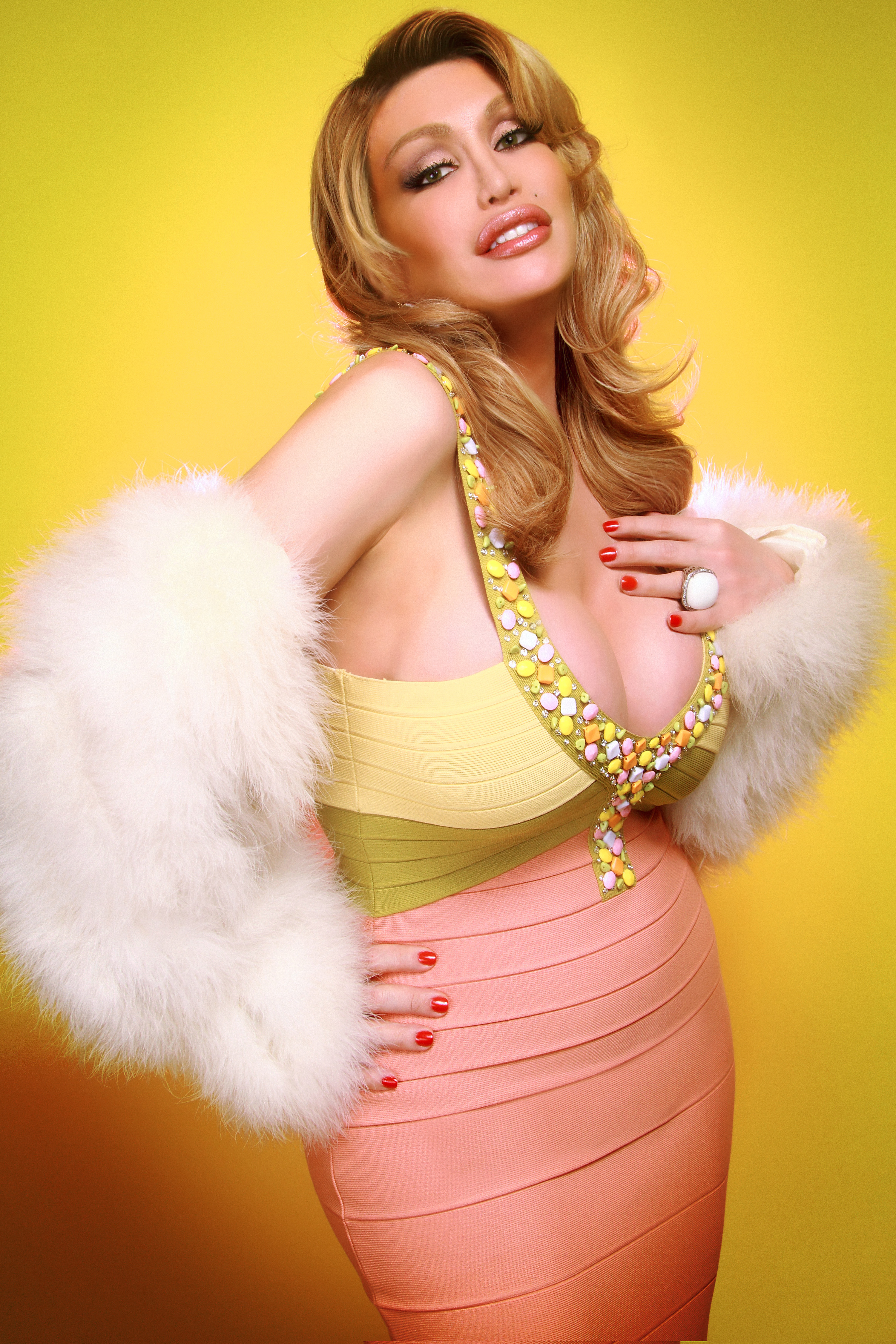
Allanah Starr (2014)

Allanah Starr (* um 1977 in Kuba) ist ein kubanisch-amerikanisches Model, transsexuelle Pornodarstellerin und Eventpromoterin in New York City. 2008 wurde sie als beste transsexuelle Darstellerin mit dem AVN Award ausgezeichnet.

## Karriere
Starr verließ mit ihrer Familie Kuba im Alter von fünf Jahren und kam nach Miami in die USA. Sie wurde 2002 durch einen Auftritt in der Talkshow von Maury Povich bekannt. Anschließend erhielt sie erste Rollen in Transgender-Pornofilmen. Außerdem produzierte sie 2005 mit ihrer Freundin Gia Darling den Film „Allanah Starr's Big Boob Adventures“.

## Filmografie
- Joanna Jet's Shemale Jet-Set (2003)
- She-Male Strokers 3 (2003)
- She-Male Strokers 12 (2004)
- Mixed Nuts & a Chocolate Chip (2005)
- Tooled-Up Shemales (2005)
- Transsexual Heartbreakers 23 (2005)
- Allanah Starr's Big Boob Adventures (2005)